# Secamone volubilis
Secamone volubilis là một loài thực vật có hoa trong họ La bố ma. Loài này được (Lam.) Marais miêu tả khoa học đầu tiên năm 1985.